# بردگوریهای تنگ قراب ۶ و ۷
بردگوریهای تنگ قراب ۶ و ۷ در شهرستان اردل، بخش مرکزی، روستای قراب واقع شده و این اثر در تاریخ ۲۴ فروردین ۱۳۸۲ با شمارهٔ ثبت ۸۱۹۲ به‌عنوان یکی از آثار ملی ایران به ثبت رسیده است.